# Mostacillastrum pectinifolium
Mostacillastrum pectinifolium là một loài thực vật có hoa trong họ Cải. Loài này được (Al-Shehbaz) Al-Shehbaz mô tả khoa học đầu tiên năm 2006.